# تاتیانا بونتی
تاتیانا بونتی (انگلیسی: Tatiana Bonetti؛ زادهٔ ۱۵ دسامبر ۱۹۹۱) بازیکن فوتبال اهل ایتالیا است.
وی همچنین در تیم‌های ملی فوتبال زنان ایتالیا بازی کرده‌است.